# Bialbero di Casorzo
Bialbero di Casorzo (Dvojitý strom v Casorzu) je pozoruhodný strom, který roste v Itálii u silnice SP38 mezi vesnicemi Casorzo Monferrato a Grana (Provincie Asti, Piemont). Jde o morušovník černý, z jehož koruny vyrůstá třešeň ptačí. Každý strom je vysoký okolo pěti metrů, stáří morušovníku se odhaduje na více než sto let a stáří třešně na dvacet až třicet let. Oba stromy jsou v dobrém zdravotním stavu a každoročně nesou ovoce. 
Vznik této kuriozity je vysvětlován tím, že pták upustil třešňovou pecku do dutiny v kmeni morušovníku, kde se jí podařilo zakořenit. Případy, kdy takto velký strom dokáže vést epifytní existenci, jsou velmi neobvyklé. Strom je proto turistickou atrakcí a jeho návštěva se doporučuje na počátku jara, kdy se dají oba stromy snadno odlišit, protože třešeň kvete dříve než morušovník. U stromu bylo zřízeno ohrazené odpočívadlo.